# Heliconia clinophila
Heliconia clinophila är en enhjärtbladig växtart som beskrevs av R.R.Sm. Heliconia clinophila ingår i släktet Heliconia och familjen Heliconiaceae. Inga underarter finns listade.

## Bildgalleri

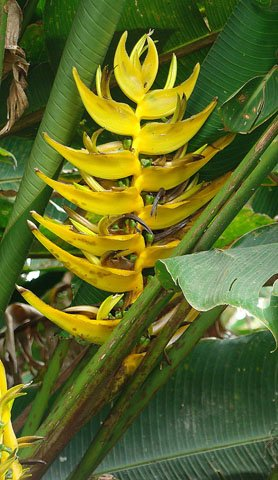